# Michail Tumanišvili
Michail Iosifovič Tumanišvili (in russo Михаи́л Ио́сифович Туманишви́ли?; Mosca, 19 giugno 1935 – Mosca, 22 dicembre 2010) è stato un regista sovietico.

## Filmografia parziale

### Regista
- Otvetnyj chod (1981)
- Slučaj v kvadrate 36-80 (1982)
- Odinočnoe plavanie (1985)
- Avaria - doč menta (1989)
- Volkodav (1991)